# 索塔拉火山
索塔拉火山是哥倫比亞的火山，位於該國西南部考卡省，距離波帕揚25公里，屬於安第斯山脈的一部分，山體主要由安山岩和英安岩組成，海拔高度4,580米。